# Hongta
Hongta léase Jong-Ta (en chino:红塔区, pinyin:Hóngtǎ qū, lit: torre del Hong) es un distrito urbano bajo la administración directa de la ciudad-prefectura de Yuxi. Se ubica al este de la provincia de Yunnan, sur de la República Popular China. Su área es de 1004 km² y su población total para 2010 fue +400 mil habitantes.

## Administración
El distrito de Hongta se divide en 11 pueblos que se administran en 9 subdistritos y 2 poblados.